# Mario Peluso
 (octobre 2017).
Si vous disposez d'ouvrages ou d'articles de référence ou si vous connaissez des sites web de qualité traitant du thème abordé ici, merci de compléter l'article en donnant les références utiles à sa vérifiabilité et en les liant à la section « Notes et références ».
Pour les articles homonymes, voir Peluso.
Mario Peluso, né le 22 juillet 1962 à Angliers, village du comté de Témiscamingue, dans la province de Québec, est un musicien, auteur, compositeur et parolier canadien.

## Biographie
Né d’un père d’origine italienne dont la famille provient du village de Squillace en Calabre et d’une mère canadienne-française. 
En 1997, il participe au concours amateur de chanson Ma première Place des Arts. Il est alors lauréat de la chanson de l’année avec Je t’appelle. 
En 1998, Malgré Tout est lancé sous étiquette BMG et réalisé par Michel Pépin. Ses chansons, toutes écrites entre 1993 et 1995, parlent surtout d’errance et d’exil mais aussi de solitude et d’espoir. Il est invité aux Francofolies de Montréal puis au Théâtre Petit Champlain à Québec.
Il fait en 1999 quelques spectacles à Chamonix ainsi qu’à Bruxelles et aux Francofolies de Spa en première partie de Dick Rivers. Il est aussi la première partie de Laurence Jalbert au Théâtre du Cuivre à Rouyn. En novembre, il reçoit un trophée au Gala de la SOCAN, la société canadienne des auteurs, compositeurs et éditeurs de musique, pour sa chanson La Lune[réf. nécessaire].
En 2000, son second disque, Éponyme, est publié en janvier. Ses chansons country-folk parlent de voyages récents et d’observations ludiques du contexte social du moment, avec une facture musicale plus rock. Les collaborateurs à l’écriture des textes, Roger Tabra, Claude André et Christian Mistral sont aussi présents que sur Malgré Tout. 
Son troisième disque, Au café des écorchés, paraît en 2003 sous étiquette Atlantis. Mais sa compagnie de disque fait faillite huit mois plus tard. Il joue cinq soirs au Studio-Théâtre de la Place des Arts.
En 2004, il lance son quatrième disque, en anglais cette fois, intitulé One Beautiful Day puis en 2006, son cinquième disque baptisé Minuit-5 sort en magasin. De 2006 à 2010, sans contrat de disque, Mario Peluso gagne sa vie en travaillant dans le bâtiment.
Il finance lui-même la production de son sixième disque en 2013, Juste un autre beau rêveur, enregistré et mixé au studio Frisson par Michel Pépin et sur lequel collaborent entre autres Michel Rivard, la chanteuse Sophie Beaudet et les futurs musiciens des Hobos Hurleurs. Il co-écrit d’ailleurs plusieurs textes avec François Vigneault.
En 2014, il sort son septième album sous le nom Mario Peluso et les Hobos Hurleurs, son nouveau groupe, financé en partie par Musicaction. En 2016, il injecte les sommes reçues en droits d’auteur pour la diffusion de sa musique dans la production de son huitième disque, Vers le mur.  
Il reçoit une nomination au Gala de l'Adisq dans la catégorie country, pour Vers le mur, son huitième disque en 2017.

## Discographie
- 1998 : Malgré Tout (BMG)
- 2000 : Éponyme (Impresarii)
- 2002 : Au café des écorchés (Disques Atlantis/Sélect)
- 2004 : One Beautiful Day (Novita/Outside)
- 2006 : Minuit-5 (Novita/Outside)
- 2013 : Juste un autre beau rêveur (Indépendant)
- 2015 : Mario Peluso et les Hobos Hurleurs (Disques Artic)
- 2016 : Vers le mur (Mario Peluso et Les Hobos hurleurs) (Disques Artic)
- 2018 : Chansons du tiroir (Indépendant)
- 2019 : Sans merci (Indépendant)
- 2021 : Le dernier vrai Cowboy EP (Indépendant)
- 2022 : Triste lendemain de veille EP (Indépendant)